# Thomas Jeffery Parker

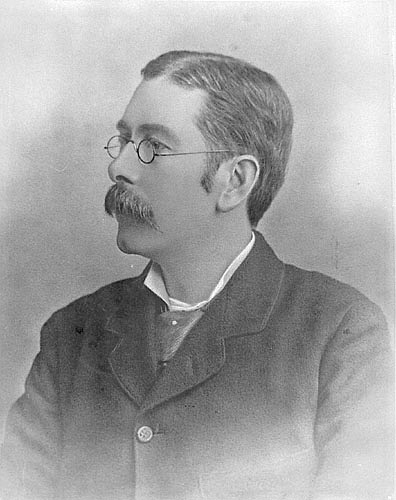
Thomas Jeffery Parker

Thomas Jeffery Parker (* 17. Oktober 1850 in London; † 7. November 1897 in Warrington) war ein britischer Zoologe und Mitglied der Royal Society in London.

## Leben
Er wurde als ältester Sohn von William Kitchen Parker (1823–1890), einem geachteten Zoologen und Naturwissenschaftler, geboren.
Seine Familie war sehr kulturell und intellektuell. Um seinen Interessen noch besser nachkommen zu können, schickte der Vater seine Kinder an jüngere führende Universitäten auf dem Gebiet der Naturwissenschaften in Großbritannien. Beide, Thomas Jeffery Parker und sein jüngerer Bruder, William Newton Parker (1861–1924), wurden Zoologen und Professoren; ersterer jedoch wandte sich früher eher der Literatur und der Kunst zu. Die Familienbindung blieb immer sehr eng, auch als die beiden Brüder auf verschiedene Erdteile auseinandergezogen wurden; das erste Werk von Thomas Jeffery Parker wurde in Zusammenarbeit mit seinem Vater herausgebracht, nach seinem Tode brachte er dann ein weiteres Werk zusammen mit seinem Bruder heraus, der damals in Cardiff Professor für Zoologie war.
Parker wurde in der Clarendon House School in London ausgebildet, danach am Royal College of Chemistry und schließlich an der Royal School of Mines. Hier geriet er unter den Einfluss von Thomas Henry Huxley, dessen Bestimmungsmethoden und Evolutionstheorie nie in Vergessenheit geraten und später noch sehr beeindruckt haben. Als Anerkennung Parkers ungewöhnlichen Talents machte Huxley ihm 1872 das Angebot, die Position der Vorführung seiner Werke in der Institution zu übernehmen, die später zum Royal College of Science wurde. In dieser Zeit, die Parker später als wichtigste seines Lebens bezeichnete, entwickelte er spezielle Fertigkeiten als Lehrer und arbeitete mit Huxley zusammen an seinem Werk über Flusskrebse.
Am 23. Dezember 1874 heiratete Parker Charlotte Elizabeth Rossell in Bramley, Yorkshire. Im Jahre 1880 wurde ihm der Lehrstuhl für Biologie an der noch recht neuen University of Otago in Dunedin (Neuseeland) angeboten. Die nächsten 17 Jahre, bis zu seinem frühen Tode, setzte er an der Universität viele Veränderungen durch, die sich auch auf den ganzen Inselstaat auswirkten; teils durch seine Forschungen, teils aber auch durch eine bedeutende Textbuchreihe, welche nach ca. 60 Jahren eine Standard-Referenz wurde und sogar heute noch an vielen Universitäten der ganzen Welt gebraucht wird. Die erste war A course of instruction in zootomy (3 Jahre ab seiner Ankunft in Neuseeland herausgegeben) und spiegelte die lehrreiche Zeit mit Huxley wider. Sie war deshalb so wichtig, weil sie speziell aufzeigt, wie man im Laboratorium Biologie unterrichtet. Diese Anleitung wurde fast überall auf der Welt genutzt und es gab mehrere Ausgaben, u. a. auch eine deutsche Übersetzung. Als Prof. Harry Borrer Kirk (1859–1948) die Abteilung für Biologie an der Victoria University of Wellington gründete, führte er Parkers System ein; nachdem sich Parkers Anleitung der Ausbildung sehr gut durchgesetzt hat, freute sich Kirk sehr auf eine ihm gewidmete Ausgabe von Parker, eigenhändig überreicht.
Parker begann 1892 mit einem früheren Kollegen, William Aitcheson Haswell (1854–1925) wieder zusammenzuarbeiten. Haswell war zu diesem Zeitpunkt Challis-Professor für Zoologie in Sydney und sie verfassten zusammen ihr Werk A text-book of zoology. Mittlerweile waren beide wieder in London, dennoch erforderte es insgesamt fünf Jahre eifriger Korrespondenz, denn beide Autoren hatten keinen direkten Kontakt miteinander. Sofort nach der Herausgabe dieses Werks (1897) erkannten viele Universitäten der ganzen Welt, dass dies – zu dieser Zeit – die Leistungen derer Vorgänger weit überschritten hat. Ein anderer britischer Kollege hat das Werk kritisiert, dass der gute Kontext der hervorragenden Illustrationen zum Layout und den Textbausteinen das Werk selbst in nicht-englischsprachigen Ländern leicht verständlich macht. Nach ca. 60 Jahren bis heute noch wird an führenden Universitäten empfohlen, es durchzuarbeiten.
Ein weiteres Werk, Lessons in elementary biology, ist 1891 erschienen und wurde mehrmals englisch- und deutschsprachig herausgegeben. Anderweitig interessierte sich Parker für Museumsarbeit (er war Kurator des Otago Museums) und entwickelte eine Methode, Knorpelskelette auszustellen. Er verfasste auch viele technische Beiträge.
Da das text-book erst 1897 herauskam, hat Parker es nicht mehr zu Gesicht bekommen, somit konnte er auch keine letzten Überprüfungen mehr anstellen. Er starb kurz bevor die erste Ausgabe in Neuseeland ankam. Zwei schwere Erkrankungen, 1895 und 1897, haben ihn sehr geschwächt, und in seinen letzten Jahren trauerte er um seine verstorbene Ehefrau. Auf einer Urlaubsreise ins Shag Valley mit seinen drei noch jungen Söhnen und seiner Schwester erlitt er einen plötzlichen Rückfall und starb. Parker wurde in Warrington beigesetzt.
Parkers bescheidene Art und seine künstlerischen und musikalischen Talente bescherten ihm einen sehr großen Freundeskreis; er und seine Studenten und Kollegen waren sehr beliebt. In den 80er und 90er Jahren nahm er aktiv am Sozialleben Dunedins teil, als Präsident des Savage Clubs und der Abteilung Otago des damaligen New Zealand Institute. Er war sehr universell, dennoch aber urteilsfähig; seine Kenntnisse ergaben sich meist aus den verschiedensten Lebenslagen. Selbst ausländische Auszeichnungen hat er erhalten; er wurde 1888 zum Mitglied der Royal Society und kurz vor seinem Tode zum Mitglied der Linnean Society gewählt; er hatte auch Auslandsmitgliedschaften inne u. a. an russischen Gelehrtengesellschaften. Sein früher Tod war ein großer Verlust der Wissenschaft, seine Leistungen übertrafen die der meisten seiner Zeitgenossen der noch jungen britischen Kolonie Neuseeland, sein Name steht für akribische und klare Darstellung anatomischer Daten. Er war ein kompetenter Taxonom, wie viele wichtige Manuskripte zeigen, obwohl seine Bestimmungsmethoden, die er so unermüdlich vertreten hat, systematische Studien an den Universitäten weit auseinandergerissen und zerstreut hatten. Heute lebt in Neuseeland das Interesse an systematischer Zoologie wieder auf, Parkers Bestimmungsmethoden werden aber immer weiter verdrängt. Es wird sogar behauptet, dass es nicht einen guten Punkt gab, der bei der Systematisierung hilfreich gewesen wäre, sondern nur Zeitverschwendung im Laborstudium der Zoologie war.

## Werke
- A course of instruction in zootomy (vertebrata). Macmillan, London 1884–95.
- Lessons in elementary biology. Macmillan, London 1891–1920 p.m.
- William Kitchen Parker, F.R.S. Macmillan, London 1893.
- Vorlesungen über elementare Biologie. Vieweg, Braunschweig 1895.
- A text-book of zoology. Macmillan, London, New York 1897–1972 p.m. (mit William Aitcheson Haswell (1854–1925)), ISBN 0-444-19579-3.
- A manual of zoology. Macmillan, New York 1900–03 p.m. (mit William Aitcheson Haswell (1854–1925)).
- An elementary course of practical zoology. Macmillan, London 1900–22 p.m. (mit William Newton Parker (1861–1924)).
- Lecons de biologie elementaire. Paris 1904 p.m.